# Return of Dragon
Return of Dragon é o segundo álbum de estúdio a solo do cantor Sisqó. O álbum teve singles como "Can I Live" e "Dance for Me".

## Faixas
1. "Intro" – 0:52.
2. "Not Afraid" – 2:57.
3. "Infatuated" – 3:28.
4. "Can I Live" – 4:04.
5. "Without You" – 3:09.
6. "Homewrecker" – 3:58.
7. "Last Night" – 3:44.
8. "Close Your Eyes (Interlude)" – 1:12.
9. "Close Your Eyes" – 4:27.
10. "Dance For Me" – 4:10.
11. "Off The Corner" – 5:40.
12. "Dream" – 4:46.
13. "You Don't Know Me (faixa bônus no Japão)" – 3:09.